# Malabaila vaginans
Malabaila vaginans är en flockblommig växtart som beskrevs av Josef Velenovský. Malabaila vaginans ingår i släktet Malabaila och familjen flockblommiga växter. Inga underarter finns listade i Catalogue of Life.